# Lambeosaurus
Lambeosaurus („Lambeův ještěr“) byl středně velký kachnozobý dinosaurus, žijící před asi 76,5 až 75 miliony let v období pozdní křídy na území současné kanadské provincie Alberty. Fosilie dvou uznávaných druhů tohoto rodu byly objeveny v sedimentech geologického souvrství Dinosaur Park.

## Popis

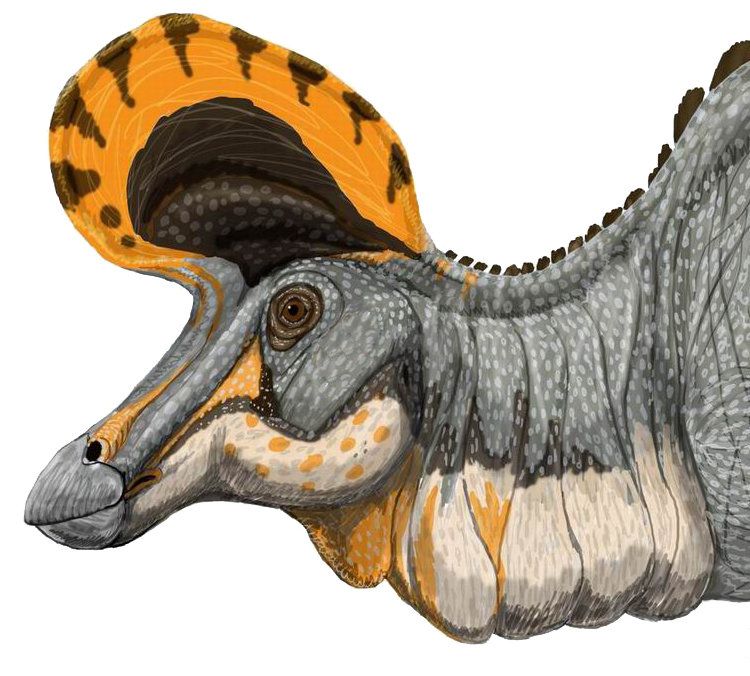
Rekonstrukce hřebene na hlavě lambeosaura.

Průměrně velké exempláře lambeosaurů z Kanady dosahovaly délky kolem 9 metrů, podle badatele Gregoryho S. Paula pak dokonce (v případě druhu L. magnicristatus) jen 6,7 až 7 metrů při hmotnosti 2500 kg. Větší druh L. lambei pak měl dosahovat délky 7,5 metru a hmotnosti kolem 3000 kilogramů.
Kromě výrazných proporcí je pro tohoto hadrosaurida zvláště typický hřeben na hlavě. Tento útvar se u druhu L. lambei skládal ze dvou částí, dozadu směřující tupé špičky (jakási ostruha hřebene) a dopředu směřujícího, bizarně vyhlížejícího výrůstku, připomínajícího sekerovitý útvar. U druhu L. magnitcristatus byl hřebínek jako jeden celek podobně jako u korytosaura. Jednalo se zřejmě o veledůležitý aspekt pohlavního výběru. Zřejmě jako u ostatních Lambeosaurinů mohl hřebínek obsahovat rezonanční dutinu, která vydávala pro každý druh charakteristický zvuk. Samci jej pravděpodobně měli podstatně delší než samice.

## Přiřazené taxony
Stejně jako mnoho jiných druhů dlouhodobě dobře známých dinosaurů se i Lambeosaurus stal jakýmsi "odpadkovým taxonem " pro obtížně přiřaditelný fosilní materiál. Do tohoto rodu spadají pravděpodobně i taxony Stephanosaurus, Trachodon (marginatus) a některé další.